# Tadjrouna
Tadjrouna è un comune dell'Algeria, situato nella provincia di Laghouat.